# Noniwamid
Noniwamid – organiczny związek chemiczny z grupy alkaloidów o strukturze zbliżonej do kapsaicyny. Składnik maści rozgrzewających.